# Demetrio Corazao Montalvo
Demetrio Corazao Montalvo (Calca, 1879 - Cusco, 12 de septiembre de 1965) fue un hacendado, abogado y político peruano. Fue propietario de la hacienda Yanahuara ubicada en la provincia de Urubamba.
Nació en el pueblo de Calca, provincia de Calca, departamento del Perú, en 1879. Sus padres fueron Miguel Santos Corazao Quintanilla y Santos Montalvo Camino. Se casó el 21 de octubre de 1907 con Tomasa Berti Pinto, cuya familia era dueña de la hacienda de Ocobamba en el departamento de Apurímac, con quien tuvo cuatro hijos: Agustín Aquiles, Rosa Estela, Hortencia (madre del futuro presidente Valentín Paniagua Corazao) y Nidia. 
El 7 de julio de 1914, Demetrio Corazao Montalvo se batió en duelo con Juan Pablo Tresierra en la Cuesta de Santa Ana. El motivo fue una publicación en el diario "El Tiempo", de propiedad de la familia Corazao, que ponía en tela de juicio al honorabilidad de Tresierra quien retó a su padre Miguel Corazao a duelo. Por su avanzada edad, quien tomó el reto fue su hijo Demetrio que, en el incidente, mató a Tresierra
Fue elegido diputado por el departamento del Cusco en 1950 con 6036 votos en las Elecciones de 1950 en los que salió elegido el General Manuel A. Odría quien ejercía el poder desde 1948 cuando encabezó un golpe de Estado contra el presidente José Luis Bustamante y Rivero.